# التقسيم الإداري في صوماليلاند

التقسيمات الإدارية لأرض الصومال

يتكون التقسيم الإداري لصوماليلاند من 6 مناطق و 18 مقاطعة / محافظة وهي تقسيمات فرعية منها. بالإضافة إلى ذلك، فإن العاصمة هرجيسا لها قانونها الخاص (قانون رأس المال) الذي يختلف عن القانون الذي يحدد التقسيمات الإدارية. تم تحديد التقسيم الإداري الإقليمي للبلد بموجب قانون صوماليلاند رقم 23/2002 ((بالصومالية: Xeerka Ismaamulka Gobolada iyo Degmooyinka)‏)، والذي تمت الموافقة عليه أخيرًا في عام 2007.
صوماليلاند هي دولة ذات سيادة غير معترف بها في القرن الأفريقي، وتعتبر دوليًا.

## تاريخ
قبل 21 مارس / آذار 2008، استمرت حكومة أرض الصومال في استخدام المناطق الإدارية الست التي كانت تغطيها الصومال وقت الوحدة: أودال، وقوي جيلبيد، وسناج، وسول، وتوغدير، وساحل. وفي 22 مارس من العام نفسه، أصدر الرئيس طاهر ريالي كاهن «بيانًا صحفيًا رئاسيًا» أعلن فيه إنشاء 6 مناطق إدارية جديدة و 16 ناحية من التقسيمات الإدارية الأصلية. في 15 مايو من العام نفسه، أعلن رئيس الجمهورية عن إنشاء الدائرة الإدارية 13. في يونيو 2014، أعلن رئيس أرض الصومال أحمد محمد محمود عن إنشاء الدائرة الإدارية الرابعة عشرة و 4 مناطق فرعية. المنطقة الإدارية الجديدة المسماة حيسيمو تتكون من صور وصنع في الشرق. ومع ذلك، لم تتم الموافقة على التقسيمات الإدارية التي أنشأها الرئيسان من قبل البرلمان.

## التقسيمات الإدارية الحالية
وفقًا لقانون الحكومة المحلية لعام 2019، تنقسم أرض الصومال إلى ست مناطق ((بالصومالية: Gobolo)‏ ؛ (بالعربية: مناطق)). تستند أراضي المنطقة إلى التقسيمات الإدارية لأرض الصومال البريطانية ودولة أرض الصومال ، وليس الصومال -يرا

### المناطق
| منطقة            | سكان (تقدير عام 2014) | موقع          |
| ---------------- | --------------------- | ------------- |
| منطقة أودال      | 673263                | غرب           |
| منطقة سناج       | 544123                | الشمال الشرقي |
| منطقة سول        | 327428                | شرق جنوبي     |
| منطقة توغدير     | 721363                | الشرق         |
| منطقة مارودي جيه | 1,242,003             | وسط           |
| منطقة مارودي جيه | 251384                | شمالي         |

### المقاطعات
هناك 18 مقاطعة (بالصومالية: Degmo)‏. تحت الدولة. تم تصنيف كل منطقة A و B و C و D وفقًا لعدد السكان والميزانية والنطاق الاقتصادي. أعلى درجة هي A. دائمًا ما تكون المنطقة التي تقع فيها عاصمة الولاية هي الفئة أ (المادة 9 من قانون الحكومة المحلية). المنطقة التي بها أكبر عدد من المناطق هي أودال وسول والعكس بالعكس المنطقة التي بها أقل عدد هي الساحل.
| أودال - مقاطعة بوراما (أ) - مقاطعة زيلع (ب) - مقاطعة باكي (C) - مقاطعة لوغيا (ج) | مارودي جيه - مقاطعة هرجيسا (أ) - مقاطعة جابيلي (أ) | الساحل - مقاطعة بربرة (أ) - مقاطعة الشيخ (C) | سناج - مقاطعة إيريجافو (أ) - مقاطعة الأفوين (ب) - مقاطعة لاس خوري (ج) | سول - مقاطعة لاس عنود (أ) - مقاطعة عينبة (C) - مقاطعة طلح (C) - مقاطعة هدون (C) | توغدير - مقاطعة بوراو (أ) - مقاطعة اودوين (ب) - مقاطعة بوهودل (ب) |